# Letov Š-14
Bei dem Flugzeug Letov Š-14 handelt es sich um einen einmotorigen einsitzigen Doppeldecker, der in der Tschechoslowakei als Jagdflugzeug entwickelt wurde.

## Entwicklung
Der Typ wurde weitestgehend parallel mit der Letov Š-13 entwickelt, zeigte jedoch seitens des Tragwerkes eine wesentlich konventionellere Auslegung. Der Erstflug der Maschine fand im Jahre 1924 statt. Die Konstruktion führte Alois Šmolík aus.
Von diesem Typ wurde nur ein Exemplar gefertigt. Die Maschine zeigte eine annehmbare Leistung, wurde jedoch zugunsten der weiterentwickelten und dann auch erfolgreichen Letov Š-20 aufgegeben. Im Sommer 1924 Š-14 umgebaut als Hochdecker Rennflugzeug.

## Technische Daten

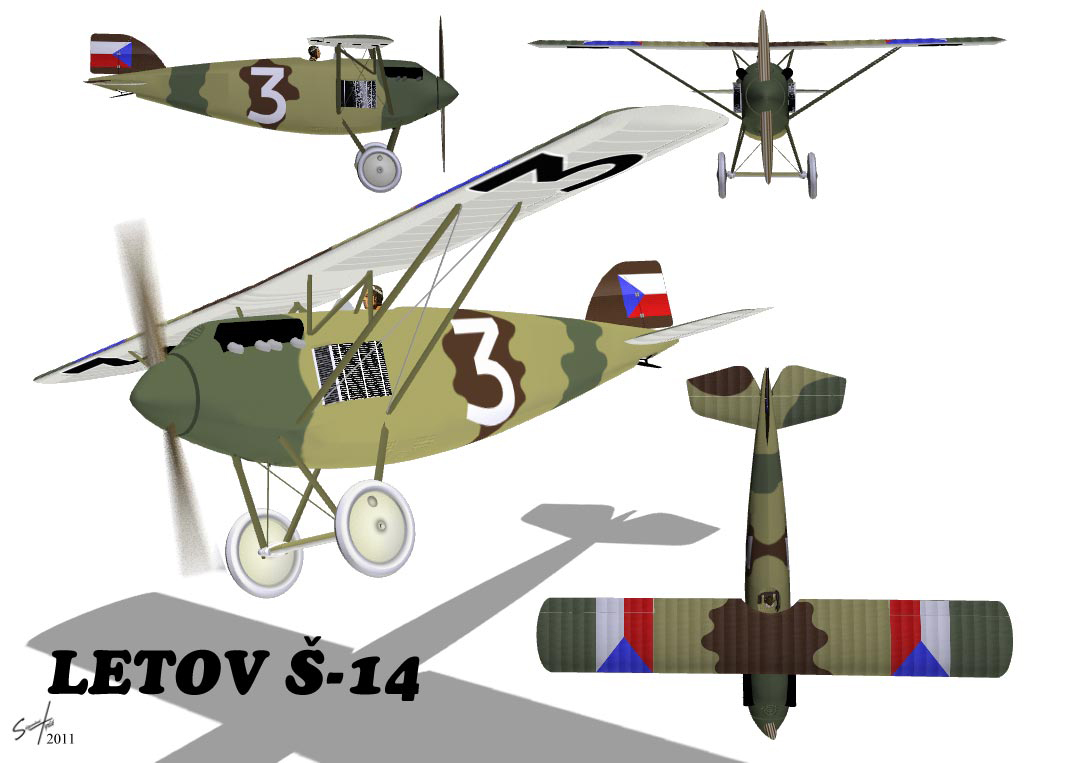
Farbige Mehrseitenansicht

| Kenngröße             | Daten                                                                         |
| --------------------- | ----------------------------------------------------------------------------- |
| Besatzung             | 1                                                                             |
| Länge                 | 6,43 m                                                                        |
| Spannweite            | 8,10 m                                                                        |
| Höhe                  | 2,86 m                                                                        |
| Flügelfläche          | 10,5 m²                                                                       |
| Flächenbelastung      | 85,4 kg/m²                                                                    |
| Leermasse             | 664 kg                                                                        |
| max. Startmasse       | 896 kg                                                                        |
| Reisegeschwindigkeit  | 230 km/h                                                                      |
| Höchstgeschwindigkeit | 246 km/h                                                                      |
| Steigzeit             | 18,30 min auf 5000 m Höhe                                                     |
| Dienstgipfelhöhe      | 7000 m                                                                        |
| Reichweite            | 495 km                                                                        |
| Triebwerke            | 1 × 8-Zylinder-V-Motor Škoda 8Fb (Lizenz Hispano-Suiza 8) mit 220 kW (300 PS) |